# Ted Bundy
Theodore Robert Bundy poznatiji kao Ted Bundy (Burlington, Vermont, 24. studenog 1946. – 24. siječnja 1989.) bio je zloglasni američki serijski ubojica.
Bio je lopov, silovatelj, ubojica i nekrofil. Bio je jedan od najozloglašenijih američkih serijskih ubojica. U ranijoj dobi bio je aktivan u zajednici i odličan učenik. Studirao je pravo i bio je vrlo cijenjen u akademskoj zajednici, na tragu da postane vrlo uspješan odvjetnik. U svojim kasnim dvadesetima počinio je prvo ubojstvo. Od 1974. do 1978. silovao je i ubio više od 30 djevojaka. 
Uhićen je sasvim slučajno, prilikom rutinske kontrole vozila. Na suđenju je otpustio odvjetnika i branio se sam, u pojedinim fazama suđenja vješto manipulirajući porotom, ali je unatoč tome proglašen krivim i osuđen na smrt, pogubljenjem na električnoj stolici. Nakon više od deset godina poricanja i veze s bilo kakvim ubojstvima, konačno je priznao da je ista i počinio. Pogubljen je 1989. godine u 07:16 sati na električnoj stolici. Ted nikada nije pokazao emocije ni kajanje za svoja djela.